# Dasysyrphus eggeri
Dasysyrphus eggeri es una especie de mosca sírfida. Se distribuyen por el Paleártico en Eurasia.